# Giorgi Melikidze
Pas d'image ? Cliquez ici

a Compétitions nationales et continentales officielles uniquement.

b Matchs officiels uniquement.
Dernière mise à jour le 3 septembre 2019.
Giorgi Melikidze (en géorgien : გიორგი მელიქიძე et phonétiquement en français : Guiorgui Mélikidzé), né le 24 mai 1996 à Tbilissi, est un joueur géorgien de rugby à XV qui évolue au poste de pilier. Il joue au sein de l'effectif du Stade français en 2015-2016.

## Biographie
Titulaire lors du Junior World Trophy U20 avec la Géorgie, à l'âge de 18 ans, il rejoint le Stade français durant l'été 2015. Il dispute son premier match de Top 14 le 6 septembre 2015 face au RC Toulon, à seulement 19 ans.
Le samedi 6 février 2016, Giorgi Melikidze fait ses débuts avec l'Équipe de Géorgie de rugby à XV, face à l'Allemagne